# 426 Hippo
426 Hippo је астероид главног астероидног појаса са пречником од приближно 127,10 km.
Афел астероида је на удаљености од 3,189 астрономских јединица (АЈ) од Сунца, а перихел на 2,590 АЈ.
Ексцентрицитет орбите износи 0,103, инклинација (нагиб) орбите у односу на раван еклиптике 19,533 степени, а орбитални период износи 1794,331 дана (4,912 године).
Апсолутна магнитуда астероида је 8,42 а геометријски албедо 0,046.
Астероид је откривен 25. августа 1897. године.